# 赤平車站
赤平車站（日语：／ Akabira eki */?）是位於北海道赤平市美園町1的北海道旅客鐵道（JR北海道）、日本貨物鐵道（JR貨物）根室本線的鐵路車站。亦是快速列車「狩勝」的車站。車站編號為T23。為赤平市的代表車站。

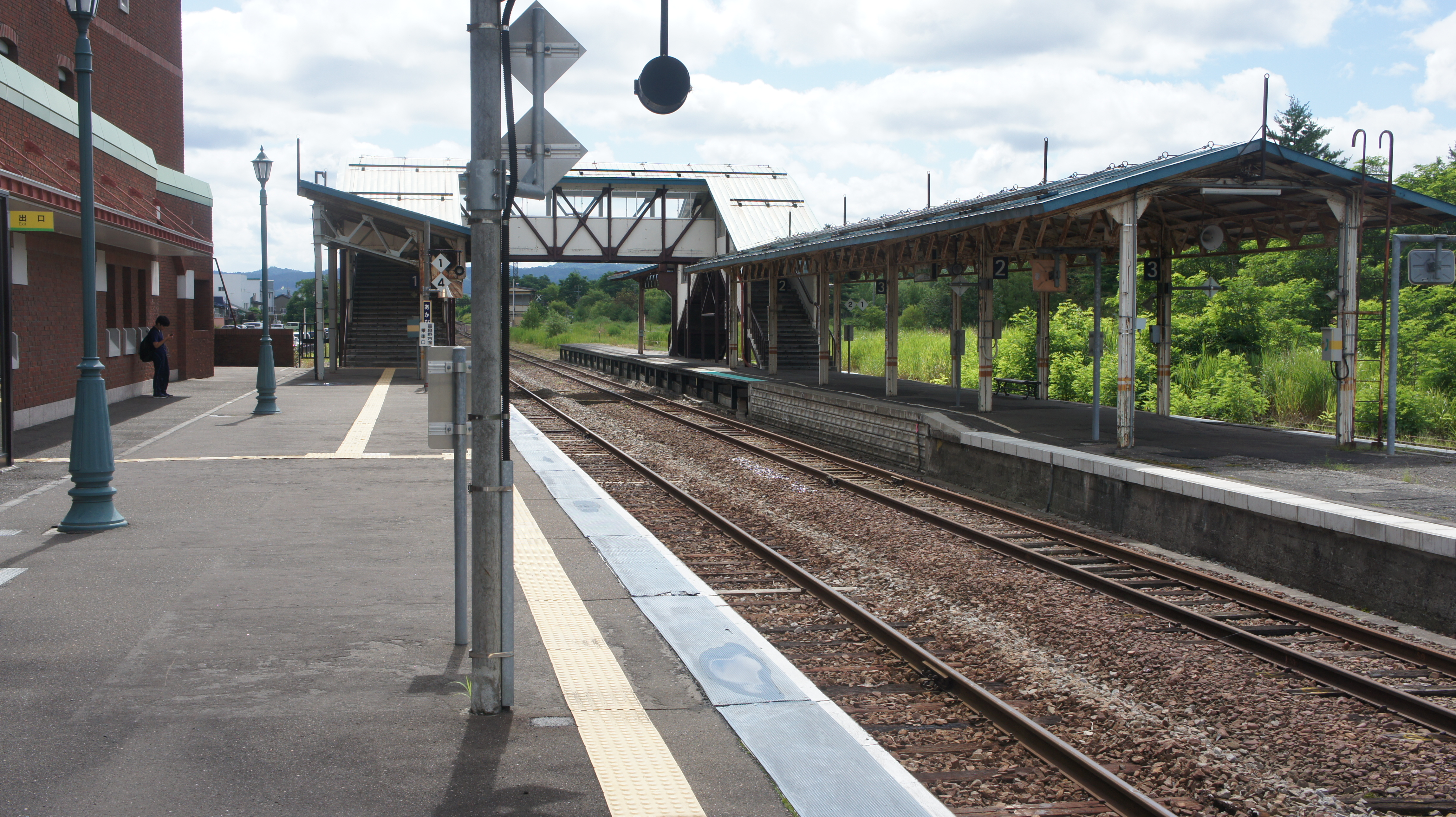
月台（2017年8月）

## 車站構造
赤平車站為擁有個1側式月台、2個島式月台及3條鐵路路線的地面車站。車站大樓位於與「赤平市未來交流中心」共用的六層大樓之中。
車站業務由北海道JR服務網所管理，並設置綠窗口。營業時間為平日7時20分～18時00分，其他時間及假期休息。此外，在清晨及傍晚時候會關閉候車室，進出入車站時需要使用在大樓右面的通道。

### 月台配置
| 月台 | 路線      | 方向 | 目的地                             |
| ---- | --------- | ---- | ---------------------------------- |
| 1    | ■根室本線 | 下行 | 蘆別、富良野、新得、帶廣、釧路方向 |
| 1    | ■根室本線 | 上行 | 瀧川方向                           |
| 2    | ■根室本線 | 上行 | 瀧川方向（只限列車交會時）         |
| 3    | ■根室本線 |      | 臨時月台                           |

## 貨物處理
現在JR貨物的車站為載貨列車的臨時處理車站。而貨物列車的停靠、連接貨運設施等在專用線上進行。

## 歷史
- 1913年11月10日：以國有鐵道上赤平車站而開始營業。
- 1943年6月15日：改稱為赤平車站。
- 1984年2月1日：除專用線外，廢除載貨列車的貨物處理。
- 1985年3月14日：廢除行李處理。
- 1987年4月1日：國鐵分割民營化後，成為JR北海道、JR貨物的車站。
- 1989年3月23日：住友煤炭礦業赤平採礦場的專用線停止行駛。
- 1999年10月：站房重建。

## 相鄰車站
北海道旅客鐵道（JR北海道）
■根室本線
快速（包括「狩勝」）、普通
瀧川（A21）－（東瀧川信號場）－赤平（T23）－茂尻（T24）
- 位於東瀧川信號場及本站之間，亦曾存在過幌岡信號場，但早於1982年10月26日被廢除。

## 外部連結
- （日語）赤平車站（JR北海道） （页面存档备份，存于）
- （日語）赤平車站 （页面存档备份，存于）
- （日語）全驛參觀之旅 （页面存档备份，存于）